# Rhamphidium dixonii
Rhamphidium dixonii är en bladmossart som beskrevs av Edwin Bunting Bartram 1939. Rhamphidium dixonii ingår i släktet Rhamphidium och familjen Ditrichaceae. Inga underarter finns listade i Catalogue of Life.